# Densu
Der Densu ist ein Fluss in Ghana, der zur Wasserversorgung und Entwässerung der Hauptstadt Accra genutzt wird.

## Verlauf
Der Densu entspringt in den Hügeln des Atewa Range unweit der Quelle des Ayensu und fließt von dort über 116 Kilometer, bis er in unmittelbarer Nähe von Accra in den Atlantik mündet. Er weist dort aufgrund der Abwassereinleitungen bereits einen nicht unerheblichen Verschmutzungsgrad auf.

## Hochwasser
Am 26. Oktober 2011 trat der Densu auf Grund ungewöhnlich hoher Niederschläge, die vor allem Auswirkungen auf den Densu Nebenfluss Odaw  im Stadtgebiet von Accra hatten. In Folge der Überschwemmungen wurden  17.000 Menschen obdachlos und 17 Menschen kamen ums Leben.